# スナユスク・エリーテスポート
短縮形のスナユスケ（デンマーク語: SønderjyskE）としても知られるスナユスク・エリーテスポート（デンマーク語: Sønderjysk Elitesport）は、デンマークのスポーツクラブ。企業としての本拠地は、ヴォイインスに置かれている。

## 歴史
2003 - 2004シーズン中の2004年1月1日、男子サッカーのHFKスナユラン（当時2部）、女子サッカーのヴォイインスBI（当時2部）、男子ハンドボールのTMトゥナ（当時3部）、女子ハンドボールのスナユスケHK（当時1部）、アイスホッケーのIKスナユラン（当時1部）が合併して設立、2006年には男子ハンドボールがスナボーに移転、2008年シーズンを最後に女子サッカーチームの運営を停止している。

## チーム
- スナユスケ・フッボルト - 男子サッカー
- スナユスケ・ハンドボル - 男女ハンドボール
- スナユスケ・イスホッケー - アイスホッケー

スポーツチーム以外に子会社として、B2Bを担当するSUSAM（Sønderjysk Udviklingssamarbejde）を設立している。